# Велимирови двори
Велимирови двори је средњовековна некропола из 15. века, која се налази у месту Кључ у општини Мионица.
Народно веровање ову цркву веже за легендарну личност феудалца – кнеза Велимира. По тој легенди Велимир је као вазал султана учествовао у бици под Београдом 1521. године.

## Изглед
Остаци Велимирових Двора се састоје од једног зарушеног оградног зида(обзиђа), дужине око 40 m, затим од урушене цркве (која се налази источно од зида), конака и мутвака. 

Сама црквена грађевина је најстарија у комплексу и потиче највероватније из 15. века. Њена основа је једнобродна са припратом, наосом и олтарском апсидом. Са севера јој је дозидана капела. Грађевина је сазидана од притесаних камених блокова. Димензије остатака храма су 12 х 6,7 м. Дозидана спољашња припрата је правилне четвороугаоне основе димензија 7 х 8 м. На спољашњим фасадама цркве видљиве су партије сачуваног живописа са представама декоративних орнамената у виду шах поља и насатично постављене опеке. 

Друга сачувана грађевина у комплексу је "мутвак" који је лоциран на тридесетак метара југозападно од храма. Ископавања која су извршена у непосредној близини ове грађевине утврдила су да је припадала некадашњој манастирској кухињи и конацима.

Археолошка истраживања су дала занимљиве резултате о старости овог локалитета, наиме нађени су материјални иостаци стари око 5000. година.
Велимирови двори су утврђене за непокретно културно добро – споменик културе 1951. и категорисани од великог значаја.